# Johann Heinrich Linck (der Jüngere)

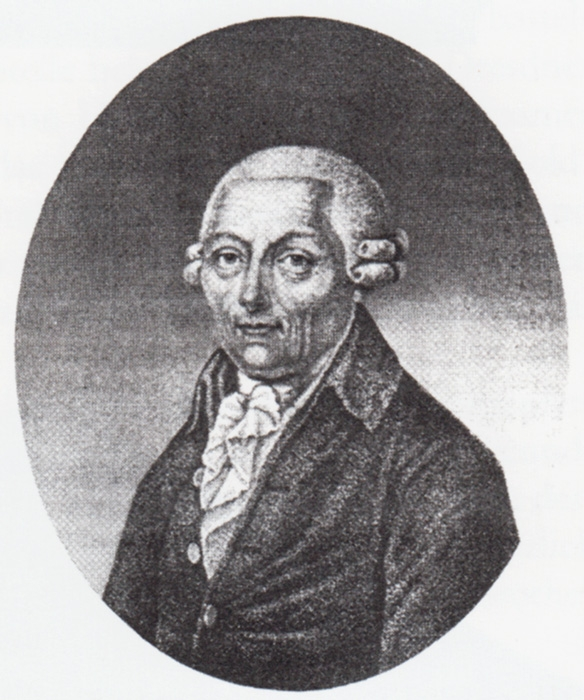
Johann Heinrich Linck der Jüngere

Johann Heinrich Linck der Jüngere (* 1734 in Leipzig; † 1807 im Gut Zöbigker bei Querfurt) war ein deutscher Apotheker, Naturforscher und Sammler.

## Leben

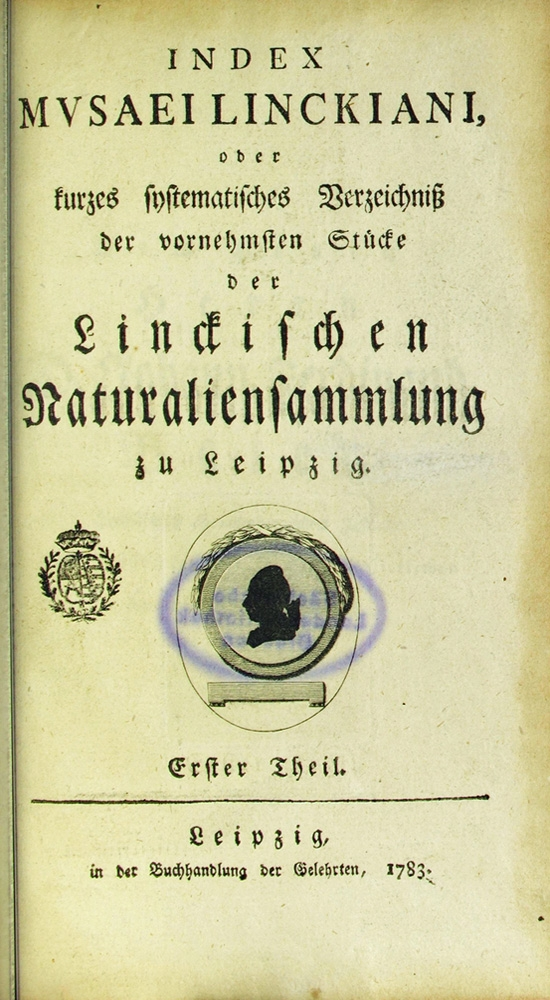
Titel zum ersten Band des Sammlungsverzeichnisses

Linck wurde einen Monat nach dem Tode seines Vaters Johann Heinrich Linck (des Älteren) geboren. Bis zu seinem Einstieg in die väterliche Apotheke  Zum Goldenen Löwen in Leipzig führte diese seine Mutter Maria Elisabeth, geborene Döring, unter Einbeziehung eines fremden Apothekers. Das Gleiche galt für die von seinem Großvater begonnene und von seinem Vater weitergeführte umfangreiche Sammlung, das Linck'sche Naturalien- und Kuriositätenkabinett. Hierbei wurde sie von dem Leipziger Mediziner Johann Ernst Hebenstreit unterstützt.
1757 übernahm Linck die Leitung der Apotheke. Bei der Mehrung der Sammlung bevorzugte er eher Kunstsachen gegenüber Naturalien.  Die Sammlung umfasste Tierreich, Mineralreich, Pflanzenreich und Kunstsachen sowie eine Bücherei von ungefähr 1200 Bänden.  Es waren 800 Gläser „mit allerhand in spiritu balsamico conservirten Animalien“ vorhanden, darunter Schlangen, Affen, Krokodile und weitere exotische Tiere sowie über 200 Schubladen oder Kästen mit Mineralien und Versteinerungen. Ein umfangreiches Herbarium, Korallen und physikalische Instrumente vervollständigten das Kabinett. Linck ordnete die Sammlung nach neuen Gesichtspunkten und machte sie 1767 öffentlich zugänglich. Gemäß Besucherbuch war der erste Besucher der 17-jährige sächsische Kurfürst Friedrich August III. 1783 bis 1787 gab Linck ein dreibändiges Verzeichnis der Sammlung unter dem Titel „Index Musaei Linckiani, oder kurzes systematisches Verzeichniß der vornehmsten Stücke der Linckischen Naturaliensammlung zu Leipzig“ heraus.

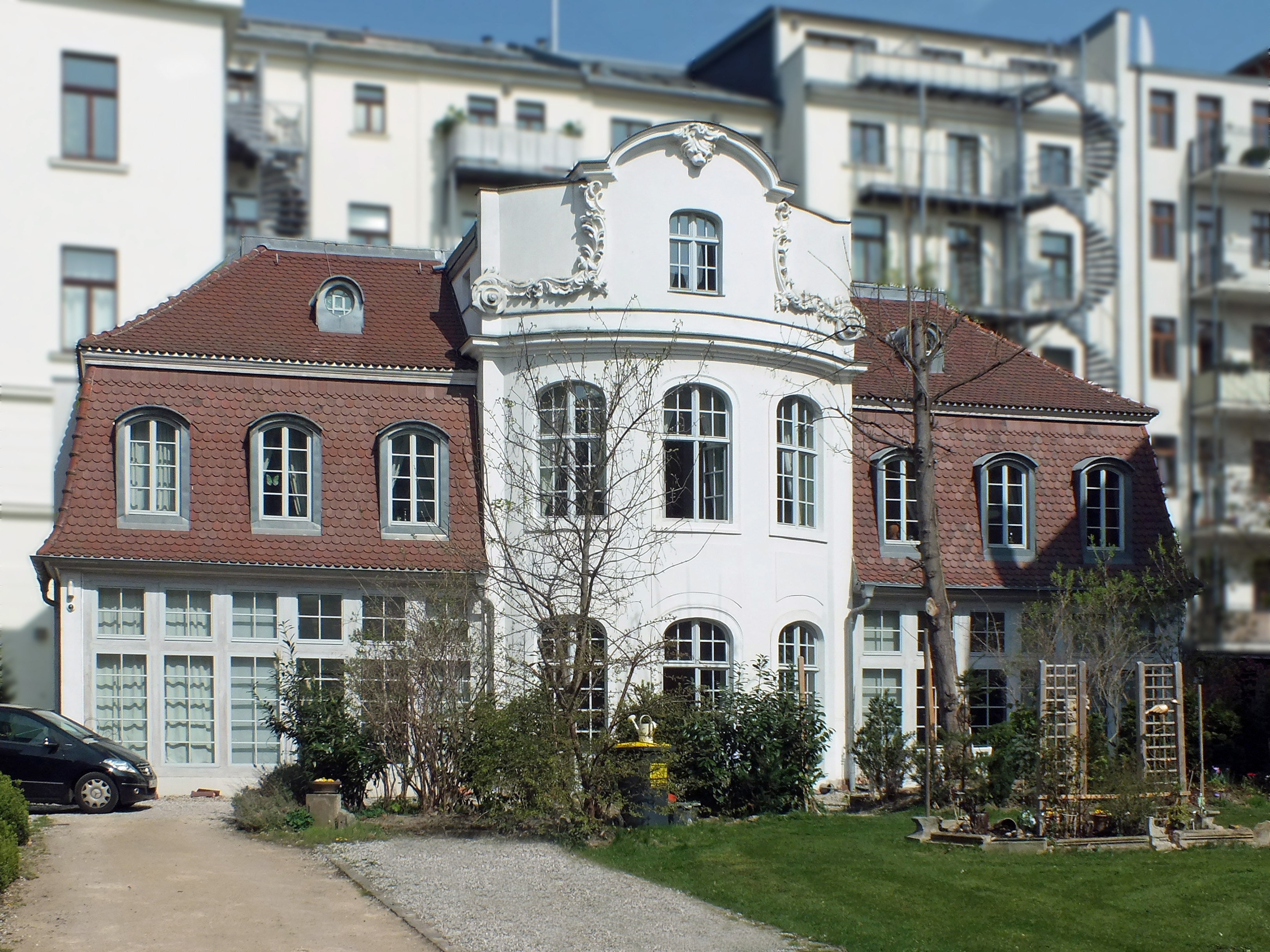
Lincks Gartenhaus

1773 erbaute Linck auf seinem an den Großbosischen Garten angrenzenden Gartengrundstück ein Gartenhaus, das in den letzten Jahren denkmalgerecht rekonstruiert wurde. Hier wurde am 17. September 1774 der Hochstapler und Geisterseher Johann Georg Schrepfer festgenommen, der sich mit Linck wohl zwecks Benutzung der Instrumente seiner Sammlung angefreundet hatte.
1760 erhielt Linck den Titel Kommerzienrat, und 1770 wurde er in die Deutsche Akademie der Naturforscher Leopoldina aufgenommen.
Linck überlebte seine Kinder und verstarb ohne direkte Nachkommen. 1818 erwarb der Apotheker August Rohde Apotheke und Sammlung von der Witwe Lincks, Dorothea, geb. Schumann. 1840 kam die Linck'sche Sammlung durch Verkauf an den Fürsten Otto Victor I. von Schönburg, der dafür ein spezielles Museum, das Naturalienkabinett Waldenburg, errichtete, in dem sie heute noch zu sehen ist.
Linck war Mitglied der Freimaurerloge Minerva zu den drei Palmen.

## Werke
- Johann Heinrich Linck d. J.: Index Musaei Linckiani, oder kurzes systematisches Verzeichniß der vornehmsten Stücke der Linckischen Naturaliensammlung zu Leipzig, 3 Bde., Leipzig 1783–1787.